# Llista dels Lords Alt Almiralls i dels Primers Lords de l'Almirallat
Aquesta és una  Llista dels Lords Alt Almiralls i dels Primers Lords de l'Almirallat d'Anglaterra, la Gran Bretanya i el Regne Unit. La majoria d'ells eren cortesans o polítics, no oficials navals professionals. El Lord Alt Almirall era un dels nou Gran Oficials de l'Estat a l'Anglaterra Medieval.
L'ofici de Lord Alt Almirall, quan no estava ocupat per algú, estava "comissionat" i exercit per un comitè de Lords Comissionats encapçalats pel Primer Lord de l'Almirallat; sent aquesta la manera usual de funcionar.
El 1964, el càrrec de Primer Lord de l'Almirallat va ser abolit i les funcions dels comissionats van ser traspassades al Comitè de l'Almirallat del Consell de Defensa, i el títol de Lord Alt Almirall passà al sobirà. El 2001, el títol va ser concedit per la Reina al seu consort, el duc d'Edinburgh, en ocasió del seu 90è aniversari.

## Lords Alt Almiralls d'Anglaterra, 1413–1628
| Nom                                                        | Accedí al càrrec | Abandonà el càrrec |
| ---------------------------------------------------------- | ---------------- | ------------------ |
| El Duc d'Exeter                                            | 1413             | 1426               |
| El Duc de Bedford                                          | 1426             | 1435               |
| El Duc d'Exeter                                            | 1435             | 1447               |
| El Duc de Suffolk                                          | 1447             | 1450               |
| El Duc d'Exeter                                            | 1450             | 1461               |
| El Comte de Kent                                           | 1462             | 1462               |
| El Duc de Gloucester                                       | 1462             | 1470               |
| El Comte de Warwick                                        | 1470             | 1471               |
| El Duc de Gloucester                                       | 1471             | 1483               |
| El Duc de Norfolk                                          | 1483             | 1485               |
| El Comte de Oxford                                         | 1485             | 1513               |
| Sir Edward Howard                                          | 1513             | 1513               |
| El Comte de Surrey                                         | 1513             | 1525               |
| El Duc de Richmond i Somerset                              | 1525             | 1536               |
| El Comte de Southampton                                    | 1536             | 1540               |
| Lord Russell                                               | 1540             | 1542               |
| El Comte de Hertford                                       | 1542             | 1543               |
| El Vescomte Lisle                                          | 1543             | 1547               |
| Lord Seymour of Sudeley                                    | 1547             | 1549               |
| El Comte de Warwick                                        | 1549             | 1550               |
| Lord Clinton                                               | 1550             | 1554               |
| Lord Howard d'Effingham                                    | 1554             | 1558               |
| El Comte de Lincoln                                        | 1558             | 1585               |
| Lord Howard de Effingham (Comte de Nottingham des de 1596) | 1585             | 1619               |
| El Duc de Buckingham                                       | 1619             | 1628               |

## Lords Alt Almiralls i Primers Lords de l'Almirallat d'Anglaterra, 1628-1708
| Nom                                                                                             | Accedí al càrrec | Abandonà el càrrec |
| ----------------------------------------------------------------------------------------------- | ---------------- | ------------------ |
| El Comte de Portland (Primer Lord de l'Almirallat)                                              | 1628             | 1635               |
| El Comte de Lindsey (Primer Lord de l'Almirallat)                                               | 1635             | 1636               |
| William Juxon, Bisbe de Lincoln (Primer Lord de l'Almirallat)                                   | 1636             | 1638               |
| El Comte de Northumberland (Lord Alt Almirall 1638–1642; Primer Lord de l'Almirallat 1642–1643) | 1638             | 1643               |
| Lord Cottington                                                                                 | 1643             | 1646               |
| Daniel Neal, Comte de Banbury                                                                   | 1646             | 1660               |
| El Duc de York i Albany (Lord Alt Almirall)                                                     | 1660             | 1673               |
| El Rei Carles II (Lord Alt Almirall)                                                            | 1673             | 1673               |
| Príncep Rupert (Lord Alt Almirall)                                                              | 1673             | 1679               |
| Sir Henry Capell (Primer Lord de l'Almirallat)                                                  | 1679             | 1681               |
| El Comte de Nottingham (Primer Lord de l'Almirallat)                                            | 1681             | 1684               |
| El Rei Carles II (Lord Alt Almirall)                                                            | 1684             | 1685               |
| El Rei Jaume II (Lord Alt Almirall)                                                             | 1685             | 1688               |
| El Rei Guillem III (Lord Alt Almirall)                                                          | 1689             | 1689               |
| El Comte de Torrington (Lord Alt Almirall 1689; Primer Lord de l'Almirallat 1689–1690)          | 1689             | 1690               |
| El Comte de Pembroke (Primer Lord de l'Almirallat)                                              | 1690             | 1692               |
| Lord Cornwallis (Primer Lord de l'Almirallat)                                                   | 1692             | 1693               |
| El Vescomte Falkland (Primer Lord de l'Almirallat)                                              | 1693             | 1694               |
| El Comte de Orford (Primer Lord de l'Almirallat)                                                | 1694             | 1699               |
| El Comte de Bridgewater (Primer Lord de l'Almirallat)                                           | 1699             | 1701               |
| El Comte de Pembroke (Lord Alt Almirall)                                                        | 1701             | 1702               |
| Príncep George de Dinamarca (Lord Alt Almirall)                                                 | 1702             | 1708               |

## Lord Alt Almiralls de la Grant Bretanya, 1708–1709
| Nom                  | Accedí al càrrec | Abandonà el càrrec |
| -------------------- | ---------------- | ------------------ |
| Reina Anna           | 1708             | 1708               |
| El Comte de Pembroke | 1708             | 1709               |

## Primers Lords de l'Almirallat de la Gran Bretanya, 1709–1801
| Nom                    | Accedí al càrrec | Abandonà el càrrec |
| ---------------------- | ---------------- | ------------------ |
| El Comte de Orford     | 1709             | 1710               |
| Sir John Leake         | 1710             | 1712               |
| El Comte de Strafford  | 1712             | 1714               |
| El Comte de Orford     | 1714             | 1717               |
| El Comte de Berkeley   | 1717             | 1727               |
| El Vescomte Torrington | 1727             | 1733               |
| Sir Charles Wager      | 1733             | 1742               |
| El Comte de Winchilsea | 1742             | 1744               |
| El Duc de Bedford      | 1744             | 1748               |
| El Comte de Sandwich   | 1748             | 1751               |
| Lord Anson             | 1751             | 1756               |
| El Comte Temple        | 1756             | 1757               |
| El Comte de Winchilsea | 1757             | 1757               |
| Lord Anson             | 1757             | 1762               |
| El Comte de Halifax    | 1762             | 1762               |
| Hon. George Grenville  | 1762             | 1763               |
| El Comte de Sandwich   | 1763             | 1763               |
| El Comte de Egmont     | 1763             | 1766               |
| Sir Charles Saunders   | 1766             | 1766               |
| Sir Edward Hawke       | 1766             | 1771               |
| El Comte de Sandwich   | 1771             | 1782               |
| El Vescomte Keppel     | 1782             | 1783               |
| El Vescomte Howe       | 1783             | 1783               |
| El Vescomte Keppel     | 1783             | 1783               |
| El Vescomte Howe       | 1783             | 1788               |
| El Comte de Chatham    | 1788             | 1794               |
| El Comte Spencer       | 1794             | 1801               |

## Primers Lords de l'Almirallat del Regne Unit, 1801–1900
| Nom                                           | Accedí al càrrec | Abandonà el càrrec |
| --------------------------------------------- | ---------------- | ------------------ |
| El Comte de St Vincent                        | 1801             | 1804               |
| El Vescomte Melville                          | 1804             | 1805               |
| Lord Barham                                   | 1805             | 1806               |
| Vescomte Howick                               | 1806             | 1806               |
| Thomas Grenville                              | 1806             | 1807               |
| Lord Mulgrave                                 | 1807             | 1810               |
| Charles Philip Yorke                          | 1810             | 1812               |
| El Vescomte Melville                          | 1812             | 1827               |
| HRH El Duc de Clarence (Lord Alt Almirall)    | 1827             | 1828               |
| El Vescomte Melville                          | 1828             | 1830               |
| Sir James Graham, Bt                          | 1830             | 1834               |
| Lord Auckland                                 | 1834             | 1834               |
| El Comte de Grey                              | 1834             | 1835               |
| Lord Auckland                                 | 1835             | 1835               |
| El Comte de Minto                             | 1835             | 1841               |
| El Comte de Haddington                        | 1841             | 1846               |
| El Comte de Ellenborough                      | 1846             | 1846               |
| El Comte de Auckland                          | 1846             | 1849               |
| Sir Francis Baring, Bt                        | 1849             | 1852               |
| El Duc de Northumberland                      | 1852             | 1852               |
| Sir James Graham, Bt                          | 1852             | 1855               |
| Sir Charles Wood, Bt                          | 1855             | 1858               |
| Sir John Pakington, Bt                        | 1858             | 1859               |
| El Duc de Somerset                            | 1859             | 1866               |
| Sir John Pakington, Bt                        | 1866             | 1867               |
| Hon. Henry Lowry-Corry                        | 1867             | 1868               |
| Hugh Childers                                 | 1868             | 1871               |
| George Goschen (Vescomte Goschen des de 1900) | 1871             | 1874               |
| George Ward Hunt                              | 1874             | 1877               |
| W. H. Smith                                   | 1877             | 1880               |
| El Comte de Northbrook                        | 1880             | 1885               |
| Lord George Hamilton                          | 1885             | 1886               |
| El Marquès de Ripon                           | 1886             | 1886               |
| Lord George Hamilton                          | 1886             | 1892               |
| El Comte Spencer                              | 1892             | 1895               |
| George Goschen (Vescomte Goschen des de 1900) | 1895             | 1900               |

## Primers Lords de l'Almirallat del Regne Unit, 1900–1964
| Nom                                                                         | Accedí al càrrec | Abandonà el càrrec |
| --------------------------------------------------------------------------- | ---------------- | ------------------ |
| El Comte de Selborne                                                        | 1900             | 1905               |
| The Comte Cawdor                                                            | 1905             | 1905               |
| Lord Tweedmouth                                                             | 1905             | 1908               |
| Reginald McKenna                                                            | 1908             | 1911               |
| Winston Churchill                                                           | 1911             | 1915               |
| Arthur Balfour (Comte de Balfour des de 1922)                               | 1915             | 1916               |
| Sir Edward Carson (Baró Carson des de 1921)                                 | 1916             | 1917               |
| Sir Eric Geddes                                                             | 1917             | 1919               |
| Walter Long (Vescomte Long des de 1921)                                     | 1919             | 1921               |
| Lord Lee of Fareham                                                         | 1921             | 1922               |
| Leo Amery                                                                   | 1922             | 1924               |
| El Vescomte Chelmsford                                                      | 1924             | 1924               |
| William Bridgeman (Vescomte Bridgeman des de 1929)                          | 1924             | 1929               |
| A. V. Alexander (Vescomte i Comte Alexander de Hillsborough des de 1950)    | 1929             | 1931               |
| Sir Austen Chamberlain                                                      | 1931             | 1931               |
| Sir Bolton Eyres-Monsell (Vescomte Monsell des de 1935)                     | 1931             | 1936               |
| Sir Samuel Hoare, Bt                                                        | 1936             | 1937               |
| Duff Cooper (Vescomte Norwich des de 1952)                                  | 1937             | 1938               |
| The Comte Stanhope                                                          | 1938             | 1939               |
| Winston Churchill                                                           | 1939             | 1940               |
| A. V. Alexander (Vescomte then Comte Alexander of Hillsborough des de 1950) | 1940             | 1945               |
| Brendan Bracken (Vescomte Bracken des de 1952)                              | 1945             | 1945               |
| A. V. Alexander (Vescomte then Comte Alexander of Hillsborough des de 1950) | 1945             | 1946               |
| George Hall (Vescomte Hall des de 1946)                                     | 1946             | 1951               |
| Lord Pakenham                                                               | 1951             | 1951               |
| James Thomas (Vescomte Cilcennin des de 1955)                               | 1951             | 1956               |
| El Vescomte Hailsham                                                        | 1956             | 1957               |
| El Comte de Selkirk                                                         | 1957             | 1959               |
| Lord Carrington                                                             | 1959             | 1963               |
| The Comte Jellicoe                                                          | 1963             | 1964               |

## Lords High Almiralls, 1964–present
| Nom                   | Accedí al càrrec | Abandonà el càrrec |
| --------------------- | ---------------- | ------------------ |
| La Reina Elisabet II  | 1964             | 2011               |
| HRH El Duc d'Edimburg | 2011             |                    |